# In the Cold of the Night
Pour plus de détails, voir Fiche technique et Distribution.
In the Cold of the Night ou Blue Passion en France ou Dessein meurtrier au Québec est un film américain réalisé par Nico Mastorakis et sorti en 1990.

## Synopsis
Scott Bruin, photographe de mode, se réveille avec stupeur d'un cauchemar réplétif, dans lequel il se voyait impliqué au meurtre d'une femme. Un jour, il rencontre cette dernière en pleine réalité. D'abord préoccupé, puis il est sous le charme de cette femme et, avec le temps, découvre une machination machiavélique.

## Fiche technique
Sauf indication contraire, les informations mentionnées dans cette section peuvent être confirmées par la base de données cinématographiques IMDb,  présente dans la section « Liens externes ».
- Titre original : In the Cold of the Night
- Titre français : Blue Passion (vidéo)
- Titre québécois : Dessein meurtrier
- Réalisation : Nico Mastorakis
- Scénario : Nico Mastorakis, d'après une histoire signée Fred C. Perry
- Photographie : Andreas Bellis
- Montage : Barry Zetlin
- Production : Nico Mastorakis
- Production déléguée : Isabelle Mastorakis
- Coproduction : Amanda Martin
- Société de production : Omega Entertainment
- Société de distribution : n/a
- Pays de production :  États-Unis
- Langue originale : anglais
- Format : couleur - 1,78:1 - 35mm - son Ultra Stereo
- Genre : drame, thriller
- Durée : 112 minutes
- Dates de sortie :
  - Allemagne de l'Ouest : 16 juillet 1990 (avant-première mondiale ; vidéo)
  - États-Unis : 21 février 1991 (vidéo)

## Distribution
- Jeff Lester (en) : Scott Bruin
- Adrianne Sachs (en) : Kimberly Shawn
- Marc Singer : Ken Strom
- Brian Thompson : Phil
- Shannon Tweed : Lena
- John Beck : Rudy
- Tippi Hedren : Clara
- David Soul : Dr Frieberg
- Jack Kehler : Wino

## Tournage
Le tournage a lieu entre le 30 août et en novembre 1989 à Los Angeles (Californie).